# Epicosymbia perrufa
Epicosymbia perrufa är en fjärilsart som beskrevs av W. Warren 1897. Epicosymbia perrufa ingår i släktet Epicosymbia och familjen mätare. Inga underarter finns listade i Catalogue of Life.